# Flaga Herceg-Bośni
Flaga Herceg-Bośni to flaga państwa istniejącego podczas wojny w Bośni.

## Wygląd
Flaga jest prostokątem o proporcjach 1:2 podzielonym na trzy poziome pasy: czerwony, biały i niebieski. Jej barwy nawiązywały do wywodzącej się z panslawizmu idei flagi wszechsłowiańskiej. W centrum flagi znajduje się godło Herceg-Bośni.